# Hamdi Baba
Hamdi Baba (ur. 1861 w Margariti, zm. po 1926) – osmański parlamentarzysta pochodzenia albańskiego.

## Życiorys
Kształcił się w medresie, następnie dowodził pułkiem Żandarmerii stacjonującym w Trapezuncie. 26 kwietnia 1909 roku objął mandat parlamentarny.
W 1926 roku został aresztowany w związku z udziałem w nieudanym zamachem na Mustafę Kemala Atatürka; został jednak zwolniony z aresztu w związku z brakiem dowodów.